# Grupo Paz y Bien
El Grupo Paz y Bien —denominados también como los Niños Cantores de Huaraz por su ciudad de origen— fue un grupo musical vocal infantil de 1980 y estuvo conformado por niños de la ciudad de Huaraz en Perú quienes interpretaron canciones para celebraciones infantiles y villancicos para la Navidad, las que tienen gran audiencia en Perú y Latinoamérica hasta el día de hoy.

## Historia
El grupo se formó en septiembre de 1980 por iniciativa del Fray José Luis Estalayo de Mier, un sacerdote franciscano procedente de España quien realizaba actividades parroquiales en la ciudad de Huaraz.
Para el proceso de selección, se presentaron decenas de niños de la Parroquia de Huaraz, y fueron escogidos los niños Miguel Villarreal, Julio César Campos, Manuel Collazos, Elisa Machuca de Winter y Melina Carrillo, quienes tenían entre siete y trece años de edad, todos ellos estudiantes del Colegio Nacional Parroquial Santa Rosa de Viterbo de la urbanización La Soledad, en la ciudad de Huaraz en Perú.

## Trascendencia
Fueron a la ciudad de Lima, hicieron varias pruebas y audiciones hasta que la disquera IEMPSA (Industrias eléctricas y musicales peruanas S.A.) apostó por lanzar un LP de villancicos pero con algunas acotaciones. Para empezar el ritmo escogido para los villancicos sería el de Cumbia, salvo uno que compuso el Fray José Luis Estalayo a ritmo de rumba flamenca.
También acordó cambiar el nombre "Grupo Paz y bien" por el de "Los niños cantores de Huaraz". 
De esta manera en 1981 se publica el long play con el nombre de "Villancicos en cumbia" bajo el sello IEMPSA. Este disco tuvo el respaldo del público por lo que llegó a venderse más de cinco mil copias. 
El LP de Los Niños Cantores de Huaraz se vendió también en Ecuador, Colombia, Venezuela, Chile y Argentina. 
Para 1982 y gracias a la gran acogida del disco de Navidad, sale a la venta el segundo long play titulado "Te invito a mi fiesta" en cuál tenía temas propios para ser colocado en fiestas infantiles. 
Es en esta época que el padre José Luis Estalayo es enviado a otro país dejando para siempre la dirección del grupo la cual recae en el director Juan Rebaza. De mano de él se edita el tercer y último long play llamado "¡Viva la Navidad!" sin embargo el grupo cambió de disquera. El último álbum fue lanzado bajo el sello Pantel el cual estaba en manos de la disquera Sono Radio. Y con este disco finaliza el grupo.  
Posteriormal primer álbum ya habían ante la gran acogida que tuvo el disco en el público es que se editó, etina 1982, el segundo long play titulado "Te Invito a mi fiesta" el cual contenía temas para fiestas infantiles.   
Anteriormental primeradisco ya habían n grabado un sencillo llamado “Mensaje de Paz” que fue transmitido en el programa “300 Millones en Español” que sirvió de fondo musical de un especial navideño que realizó el Canal 7 en 198  
Para mediados de los 90's la IEMPSA digitalizó los discos "Villancicos en cumbia" y "Te invito a mi fiesta" motivo por el cual su música volvió a ser escuchada en formato digital sobre todo en Navidad. Sin embargo el último LP "¡Viva la Navidad!" Y el sencillo "Mensajero de paz" quedaron en formato vinilo hasta el día de hoy, a la espera que alguna disquera apueste por su digitalización y posterior difusión. 
Uno de los secretos de su éxito eran sus diarios ensayos después de sus clases escolares, lo que los llevó incluso a participar en el año 1981 en un especial navideño del Canal 4, en el programa infantil del Tío Johnny, de gran sintonización televisiva a nivel nacional peruana.
Los niños cantores de Huaraz se reencuentran el 22 de julio de 2019, tras 37 años.

## Discografía
- Villancicos en Cumbia (1981)
- Te invito a mi Fiesta (1982)
- Viva la Navidad  (1982)